# Mattias Hugosson
Mattias Hugosson (* 24. Januar 1974) ist ein schwedischer Fußballspieler. Der Torwart bestritt seine bisherige Profikarriere nahezu ausschließlich bei Gefle IF.

## Werdegang
Hugosson spielte in der Jugend für Valbo FF und Forsbacka IK. 1998 wechselte der Torwart zum Zweitligisten Gefle IF. Mit dem Klub verpasste er bei der Einführung der Superettan als eingleisiger zweiter Liga in den Entscheidungsspielen gegen den FC Café Opera die Qualifikation, schaffte aber den direkten Wiederaufstieg. 
In der Zweitligaspielzeit 2001 sorgte Hugosson in 29 Spielen dafür, dass Gefle IF mit 32 Gegentoren die drittwenigsten Gegentore der Liga kassierte und als Tabellenvierter nur knapp den Durchmarsch in die Allsvenskan verpasste. Nachdem er mit der Mannschaft in den beiden folgenden Jahren den Erfolg nicht bestätigen konnte, führte er als Stammtorhüter die von Trainer Kenneth Rosén betreute Mannschaft zum Aufstieg in die Allsvenskan. In den ersten fünf Spielzeiten in der ersten Liga verpasste er an der Seite von Spielern wie Johan Claesson, Johan Oremo, Daniel Westlin, Yannick Bapupa und Jonas Lantto kein Spiel. Damit trug er entscheidend dazu bei, dass sich der Klub erstmals in seiner Vereinsgeschichte längerfristig in der ersten Liga halten konnte. Am Ende der Spielzeit 2013 beendete er nach über 400 Ligaspielen seine Karriere bei Gefle IF.
Im August 2014 reaktivierte IFK Göteborg den mittlerweile über 40 Jahre alten Hugosson, der nach einer Verletzung des Nachwuchstorhüters Sulejman Sarajlic beim Klub als dritter Torwart hinter John Alvbåge und Marcus Sandberg vorgesehen war.